# Język kornijski

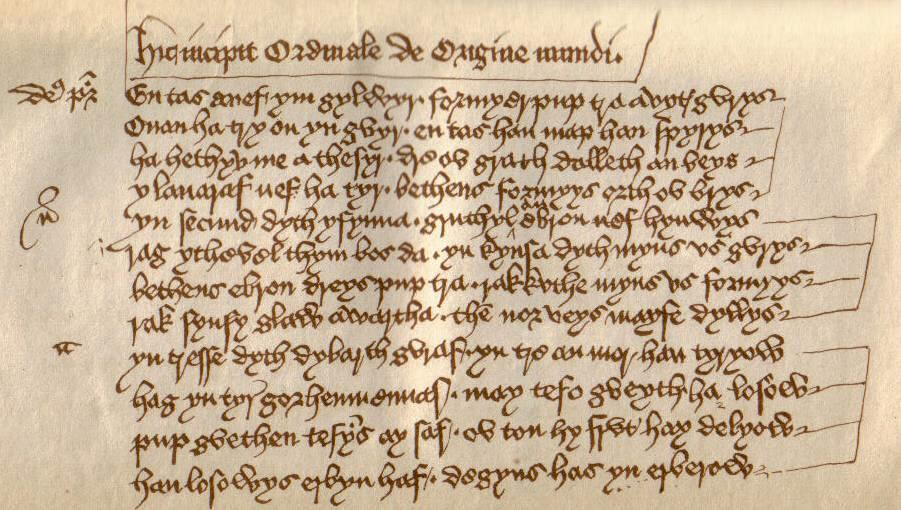

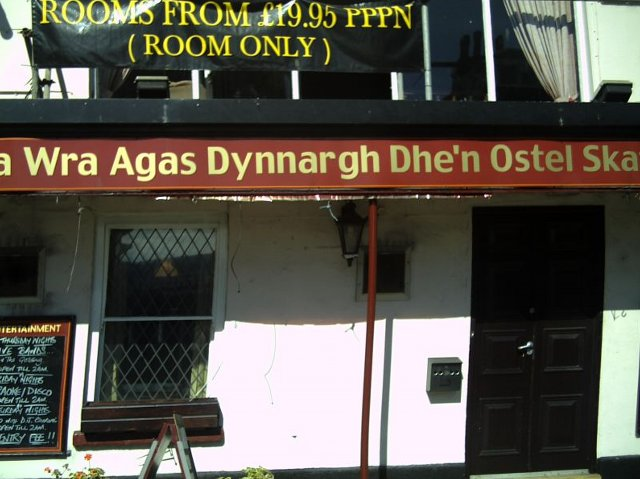
Kornijski szyld w Penzance

Język kornijski (kornwalijski, kornicki) – język z grupy brytańskiej języków celtyckich, którego używano do końca XVIII wieku w Kornwalii (południowo-zachodnia Anglia). Kornijski jest, podobnie jak inne języki brytańskie i galijski, językiem p-celtyckim.
W XX wieku podjęto próby ożywienia tego wymarłego języka. Ponieważ język nie był w użyciu od kilkuset lat, pojawiły się różne koncepcje, jaką formę ma przybrać wskrzeszony język:
- Kernewek Unyes (Unified Cornish, UC, kornijski ujednolicony, kornijski klasyczny) – pomysł Henry’ego Jennera i Roberta Mortona Nance'a zrealizowany na początku wieku, oparty na tekstach literatury późnego średniowiecza (XIV – XV wiek, tzw. okres średniokornijski), ze standaryzowaną pisownią i słownictwem opartym w dużej mierze na walijskim i bretońskim.
- Curnoack Nowedga   (Kernowek Noweja, Modern Cornish, Revised Late Cornish, RLC, nowokornijski) – opracowany przez Richarda Gendalla na początku lat 80., oparty na języku używanym w XVII i XVIII wieku, z ortografią wzorowaną na angielskiej.
- Kernewek Kemmyn (KK, Common Cornish, wspólny kornijski) – system opracowany przez Kena George’a w połowie lat 80., łączący cechy UC i RLC, obecnie używany przez ok. 80% użytkowników kornijskiego.
- Kernowek Unys Amendys (Unified Cornish Revised, UCR) – zaproponowana w połowie lat 90. przez Nicholasa Williamsa „unowocześniona” wersja systemu UC.

Komisja Języka Kornijskiego wydała już kilkaset certyfikatów znajomości języka kornijskiego. Ponadto wielu mieszkańców regionu może wykazać się dość dobrą jego znajomością.

## Historia
Język prakornijski rozwinął się w południowo-zachodniej części wyspy Wielka Brytania po tym, jak Brytowie z Somersetu, Devonu i Kornwalii oddzielili się od Zachodnich Brytów późniejszej Walii po bitwie pod Deorham w roku 557. Obszar kontrolowany przez Brytów południowo-zachodnich był przez następne wieki stopniowo ograniczany za sprawą ekspansji królestwa Wesseksu.
W roku 927 król Athelstan wypędził południowo-zachodnich Celtów z Exeteru i w roku 936 ustanowił na wschodnim brzegu rzeki Tamar granicę między Wesseksem a celtycką Kornwalią. Historyk William z Malmesbury zapisał w roku 1120: Exeter został oczyszczony z brudów po zmieceniu tego nieczystego plemienia. Nie ma wzmianek o próbach podbicia Kornwalii, prawdopodobnie król kornwalijski Hywel zgodził się płacić kontrybucję Athelstanowi, tym samym unikając ataków i zachowując sporą autonomię. Jednak w średniowieczu mimo umacniania się na tym obszarze języka angielskiego wpływy języka kornijskiego były o wiele większe, a w szczytowym okresie mówiło nim ok. 38 000 osób. Procent mówiących językiem kornijskim zmniejszał się:
| rok | 1050 | 1200 | 1300 | 1400 | 1500 | 1600 | 1700 | 1800 | 2008 |
| %   | 95%  | 86%  | 73%  | 61%  | 48%  | 26%  | 5%   | 0%   | 0,1% |

Najstarszy znany zapis w języku kornijskim pochodzi z roku 525 n.e. i pochodzi z łacińskojęzycznego manuskryptu Boecjusza De consolatione philosophiae. Użyto tam frazy ud rocashaas. Znaczy to „(umysł) nienawidził ponurych miejsc”.
Z czasów panowania króla Henryka VIII zachowała się relacja Andrew Borde z opublikowanej w roku 1542 książki Boke of the introduction of knowledge. Czytamy tam: „W Kornwalii są dwa języki, jeden to ten wstrętny angielski, a drugi – kornijski. I są tam mężczyźni i kobiety, którzy nie znają ani słowa po angielsku, ale (mówią) tylko po kornijsku”.
Na fali reformacji w roku 1549 parlament brytyjski wydał ustawę, tzw. Act of uniformity, którego intencją było zastąpienie języka łacińskiego angielskim w obrzędach religijnych – prawodawcy wyszli z założenia, że na terenie Anglii język angielski jest powszechnie znany. Ustawa nie zabraniała wprost używania łaciny – jej intencją było umocnić angielszczyznę. Kornwalia nie była jednak przygotowana na taką zmianę, jako region była w zasadzie jednojęzyczna. Narzucenie nowego języka zostało odebrane jednoznacznie negatywnie. W tym samym roku w odpowiedzi na akt prawny wybuchła rewolta zwana jako rebelia modlitewników – około 4000 ludzi protestujących przeciw wprowadzeniu modlitewników w języku angielskim zostało pokonanych przez wojska królewskie. Przywódców rebelii stracono, a ludność poddano licznym represjom.
Odezwa rebeliantów zawierała żądanie przywrócenia starego obrządku i kończyła się oświadczeniem: My, Kornwalijczycy, zdecydowanie odrzucamy angielski. Książę Somersetu Edward Seymour zapytał więc Kornwalijczyków, dlaczego czują się obrażeni, skoro dotąd msze były w łacinie, której również nie rozumieli. Wiele czynników, w tym utrata życia przez walczących i proliferacja angielszczyzny spowodowały, że rebelia modlitewników okazała się punktem zwrotnym w historii języka kornijskiego.
Sytuacja języka pogorszyła się w następnym stuleciu. W swej pracy  the survey of Cornwall z roku 1602 Richard Carew zauważył zmierzch języka kornijskiego.
Często podaje się, że ostatnią osobą, której kornijski był językiem ojczystym, była Dolly Pentreath, mieszkanka Mousehole, która zmarła w roku 1777. Jej ostatnie słowa miały brzmieć: „me ne vidn cewsel Sawznek!” (Nie chcę mówić po angielsku); niemniej była osobą dwujęzyczną. Za ostatnią osobę kornijskojęzyczną bez znajomości żadnego innego języka obcego uważa się Chesten Marchant, która zmarła w roku 1676 w Gwithian. Za prawdopodobne przyjmuje się jednak, że Dolly Pentreath była ostatnią osobą mówiącą po kornijsku przed restauracją tego języka w XX wieku. Są jednak dowody, że kornijski w ograniczonym zakresie był używany w XIX i wczesnym XX stuleciu. Znana jest postać Johna Davey z St Just, zmarłego w roku 1891, mówiącego po kornijsku. Inne źródła podają, że ostatnią osobą była Alison Treganning, zmarła w roku 1906, czyli w czasach, kiedy odbywała się już restauracja języka. Językoznawca Richard Gendall twierdzi, że niektóre z dialektów języka angielskiego używane w Kornwalii są pod silnym wpływem zarówno leksykalnym, jak i prozodycznym mającym swe źródła w kornijskim.

## Źródła tradycyjnego kornijskiego
Język południowobretoński, używany w południowo-zachodniej części Wielkiej Brytanii ewoluował w stronę języka kornijskiego, zawężając z czasem swój obszar wpływów. Według językoznawcy Kennetha H. Jacksona okres ten można podzielić na kilka mniejszych okresów składowych z odmiennymi zjawiskami językowymi.
Prymitywny kornijski istniał w latach 600–800, jednak z tamtych czasów nie zachowały się żadne formy materialne języka. Następna faza to język starokornijski. W okresie tym powstał zachowany do dziś Vocabulum Cornicum – słownik kornijsko-łaciński i zapisy w łacińskich manuskryptach takich jak Bodmin Manumissions. Zawierały one głównie imiona niewolników kornwalijskich.
Język średniokornijski to okres od roku 1200 do 1578. Jest on dobrze udokumentowany źródłowo, głównie w postaci tekstów religijnych. Łącznie zachowało się około 20 tys. linii. W Glasney College powstawały sztuki mające w zamyśle edukować Kornwalijczyków w zakresie Biblii i świętych celtyckich.

## Reintrodukcja języka
Odrodzenie martwego języka miało miejsce w XX wieku. Była to świadoma i planowa działalność grupy osób, mająca na celu przywrócenie używania języka w mowie i w piśmie. W roku 2000 kornijskim płynnie posługiwało się ok. 300 osób, a prostą rozmowę potrafi przeprowadzić ok. 3 000 osób.
W roku 2018 liczbę osób z przynajmniej minimalną znajomością języka szacowano na 3000, a około 500 z nich określano jako posługujące się tym językiem płynnie.